# Parlamentswahl in Spanien 2004
Die Parlamentswahl in Spanien 2004 fand am 14. März statt, um die beiden Kammern des Parlaments (Cortes Generales) zu erneuern. Gewählt wurden die 350 Abgeordneten des Abgeordnetenhauses (Congreso de los Diputados) und 208 der 259 Mitglieder des Senats (Senado). Die Wahlbeteiligung für die Wahlen zum Kongress betrug 77,21 % und war damit um über acht Prozentpunkte höher als vier Jahre zuvor (68,71 %). Auch die Wahlbeteiligung für die Wahlen zum Senat stieg an.

## Ergebnis

### Kongress
- NaBai: 1
- IU: 5
- CHA: 1
- BNG: 2
- EA: 1
- ERC: 8
- PSOE: 164
- CC: 3
- EAJ/PNV: 7
- CiU: 10
- PP: 148

Parlamentswahlen 2004 – Kongress

Die Spanische Sozialistische Arbeiterpartei (Partido Socialista Obrero Español) gewann mit ihrem Spitzenkandidaten José Luis Rodríguez Zapatero überraschend die Wahlen zum spanischen Abgeordnetenhaus (sp.: Congreso de los Diputados) 2004 in Spanien. Die PSOE kam in dieser Parlamentskammer auf 42,64 Prozent, während die bisher mit absoluter Mehrheit regierende Volkspartei PP (Partido Popular) unter ihrem Spitzenkandidaten Mariano Rajoy deutlich auf 37,64 Prozent abrutschte. Zapatero erhielt damit von den Wählern das Mandat zur Bildung einer neuen Regierung (Kabinett Zapatero). Als weiterer Verlierer der Wahl gelten die Vereinigte Linke (Izquierda Unida, linke Sammlungsbewegung unter Einschluss der spanischen Kommunisten), die 4 ihrer bisher 9 Sitze im Abgeordnetenhaus einbüßte, sowie das katalanische bürgerliche Parteienbündnis Convergència i Unió (10 statt bisher 15 Sitze im Parlament). Gestärkt aus den Wahlen ging die linksorientierte katalanische Regionalpartei Esquerra Republicana de Catalunya hervor, die vor den Wahlen wegen der Kontakte ihres Spitzenpolitikers Josep Lluís Carod Rovira zur ETA stark kritisiert worden war.
| Listen                                                     | Listen                                                              | Stimmen    | %    | +/-  | Mandate | +/- |
| ---------------------------------------------------------- | ------------------------------------------------------------------- | ---------- | ---- | ---- | ------- | --- |
|                                                            | Partido Socialista Obrero Español                                   | 11.026.163 | 42,6 | +8,4 | 164     | +39 |
|                                                            | Partido Popular                                                     | 9.763.144  | 37,7 | –6,8 | 148     | –35 |
|                                                            | Izquierda Unida                                                     | 1.284.081  | 5,0  | –0,9 | 5       | –4  |
|                                                            | Convergència i Unió                                                 | 835.471    | 3,2  | –1,0 | 10      | –5  |
|                                                            | Esquerra Republicana de Catalunya                                   | 652.196    | 2,5  | +1,7 | 8       | +7  |
|                                                            | Eusko Alderdi Jeltzalea                                             | 420.980    | 1,6  | +0,1 | 7       | ±0  |
|                                                            | Coalición Canaria                                                   | 235.221    | 0,9  | –0,2 | 3       | –1  |
|                                                            | Bloque Nacionalista Galego                                          | 208.688    | 0,8  | –0,5 | 2       | –1  |
|                                                            | Partido Andalucista                                                 | 181.868    | 0,7  | –0,2 | –       | –1  |
|                                                            | Chunta Aragonesista                                                 | 94.252     | 0,4  | ±0,0 | 1       | ±0  |
|                                                            | Eusko Alkartasuna                                                   | 80.905     | 0,3  | –0,1 | 1       | ±0  |
|                                                            | Los Verdes Ecopacifistas                                            | 68.027     | 0,3  | +0,2 | –       | ±0  |
|                                                            | Nafarroa Bai                                                        | 61.045     | 0,2  | +0,1 | 1       | +1  |
|                                                            | Bloc Nacionalista Valencià                                          | 40.759     | 0,2  | –0,1 | –       | ±0  |
|                                                            | Progressistes per les Illes Balears (PSM-EN – IU – Els Verds – ERC) | 40.289     | 0,2  | –0,1 | –       | ±0  |
|                                                            | Ciudadanos En Blanco                                                | 40.208     | 0,2  | Neu  | –       | Neu |
|                                                            | Aralar – Zutik                                                      | 38.560     | 0,1  | Neu  | –       | Neu |
|                                                            | Partido Aragonés                                                    | 36.540     | 0,1  | ±0,0 | –       | ±0  |
|                                                            | Centro Democrático y Social                                         | 34.101     | 0,1  | ±0,0 | –       | ±0  |
|                                                            | Partido Socialista de Andalucía                                     | 24.127     | 0,1  | Neu  | –       | Neu |
|                                                            | Partido Humanista                                                   | 21.758     | 0,1  | ±0,0 | –       | ±0  |
|                                                            | Los Verdes de la Comunidad de Madrid                                | 19.600     | 0,1  | ±0,0 | –       | ±0  |
|                                                            | Izquierda Republicana                                               | 16.993     | 0,1  | N/A  | –       | ±0  |
|                                                            | Partido Cannabis por la Legalización y la Normalización             | 16.918     | 0,1  | Neu  | –       | Neu |
|                                                            | Partido Familia y Vida                                              | 16.699     | 0,1  | Neu  | –       | Neu |
|                                                            | Confederación de Los Verdes                                         | 15.220     | 0,1  | ±0,0 | –       | ±0  |
|                                                            | Democracia Nacional                                                 | 15.180     | 0,1  | N/A  | –       | ±0  |
|                                                            | Unión del Pueblo Leonés                                             | 14.160     | 0,1  | –0,1 | –       | ±0  |
|                                                            | Partido Comunista de los Pueblos de España                          | 12.979     | 0,1  | ±0,0 | –       | ±0  |
|                                                            | Los Verdes – Grupo Verde                                            | 12.749     | 0,0  | ±0,0 | –       | ±0  |
|                                                            | Falange Española de las JONS                                        | 12.266     | 0,0  | ±0,0 | –       | ±0  |
|                                                            | Sonstige < 0,05 %                                                   | 142.357    | 0,5  | ±0,0 | –       | ±0  |
| Votos en blanco                                            | Votos en blanco                                                     | 407.795    | 1,6  | ±0,0 | –       | –   |
| Gesamt                                                     | Gesamt                                                              | 25.891.299 | 100  |      | 350     | –   |
|                                                            |                                                                     |            |      |      |         |     |
| Ungültige Stimmen                                          | Ungültige Stimmen                                                   | 264.137    | 1,0  | +0,3 |         |     |
| Wähler                                                     | Wähler                                                              | 26.155.436 | 75,7 | +7,0 |         |     |
| Wahlberechtigte                                            | Wahlberechtigte                                                     | 34.571.831 |      |      |         |     |
|                                                            |                                                                     |            |      |      |         |     |
| Quellen: Junta electoral central – Ministerio del interior |                                                                     |            |      |      |         |     |

### Senat

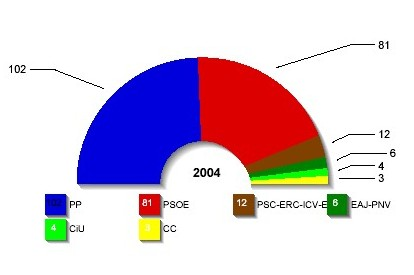
Ergebnis Parlamentswahlen 2004 – Senat

Parlamentswahlen 2004 – Senat

Der Senat setzt sich aus direkt vom Volk gewählten Mitgliedern und weiteren Senatoren, die von den Parlamenten der einzelnen Regionen (span.: Comunidades Autónomas) bestimmt werden, zusammen. Die Direktwahl findet gleichzeitig mit den Wahlen der Abgeordneten des Congreso statt. Die Zahl der indirekt gewählten Senatoren richtet sich nach der Bevölkerungszahl der jeweiligen Region (einer plus ein weiterer je 1 Mio. Einwohner).
In der 8. Legislatur (ab 2004) bestand der Senat aus 259 Mitgliedern: 208 direkt gewählten und 51 von den Regionalparlamenten entsandten.
Die Direktwahl erfolgt in Wahlkreisen, die mit den Provinzen übereinstimmen (bis auf die Balearen und Kanaren, wo Wahlkreis die einzelnen Inseln sind). In den Provinz-Wahlkreisen werden jeweils – unabhängig von der Bevölkerungszahl – vier Senatoren gewählt, wobei jeder Wähler drei Personenstimmen vergeben und jede Partei drei Kandidaten benennen kann. Der Anhänger einer Partei wird in der Regel seine Stimmen den drei Kandidaten „seiner“ Partei geben. Dies führt normalerweise dazu, dass die drei Kandidaten der stärksten Partei in der Provinz mehr Stimmen erhalten als der bestplatzierte Kandidat der zweitstärksten Partei. In der ganz überwiegenden Zahl der Fälle wird daher die stärkste Partei drei Senatoren und die zweitstärkste Partei einen für die Provinz stellen. Bei den Wahlen 2004 war dies in allen Provinzen bis auf zwei (Toledo und Teruel, wo PSOE und PP jeweils zwei Senatoren stellten) der Fall. Es liegt daher eine Form der Mehrheitswahl vor.
Auch bei den gleichzeitig stattfindenden Wahlen zum Senat (Senado) verlor der PP deutlich an Stimmen. Allerdings stellt der PP in dieser Kammer mit 102 (2000: 127) Abgeordneten weiterhin die Mehrheit vor den Sozialisten mit 81 Senatoren (2000: 53).
Die Zusammensetzung der von den Regionalparlamenten entsandten Senatoren kann sich während der Legislatur ändern (wenn während der Legislaturperiode neue Regionalparlamente gewählt werden), deshalb wird im Folgenden nur die Zusammensetzung des Senats zu Beginn der Legislatur im März 2004 wiedergegeben:
- Zahl der abgegebenen Stimmen: 25.841.904
- Wahlbeteiligung: 77,21 % (2000: 68,83 %)
- Nichtwähler: 7.626.227
- Wahlenthaltung: 22,79 % (2000: 31,17 %)
- Ungültige Stimmabgaben: 753.073
- Anteil der ungültigen an den abgegebenen Stimmen: 2,91 % (2000: 2,49 %)
- Zahl der gültigen abgegebenen Stimmen: 25.088.831
- Abgegebene Blanko-Stimmabgaben: 676.701
- Anteil der Blanko-Stimmabgaben: 2,62 % (2000: 2,75 %)

| ← Zusammensetzung Senat, März 2004 →     |                  |        |                      |        |                    |
| Fraktion                                 | Senatoren gesamt | Partei | Senatoren Direktwahl | Partei | Senatoren indirekt |
| Partido Popular (PP)                     | 126              |        | 102                  |        | 24                 |
| Partido Socialista Obrero Español (PSOE) | 96               |        | 81                   |        | 15                 |
| Entesa Catalana de Progrés(1)            | 16               |        | 12                   |        | 4                  |
| Partido Nacionalista Vasco (EAJ-PNV)     | 7                |        | 6                    |        | 1                  |
| Convergència i Unió (CiU)                | 6                |        | 4                    |        | 2                  |
| Coalición Canaria (CC)                   | 4                |        | 3                    |        | 1                  |
| Sammelfraktion (Grupo Mixto)             | 4                |        |                      | IU     | 2                  |
|                                          |                  |        |                      | BNG    | 1                  |
|                                          |                  |        |                      | PAR    | 1                  |

(1)Wahlbündnis aus PSC (katalanischer Ableger der PSOE), ERC und IC-V (katalanischer Ableger der IU)

### Vergleich Kongress/Senat
Dass der PSOE im Congreso und der PP im Senat die Mehrheit stellt, liegt nicht in einem unterschiedlichen Wahlverhalten begründet, sondern im Wahlsystem. Für den Senat werden in jeder Provinz vier Mandate vergeben, sei es nun die kleinste, Soria, mit 94.000 Einwohnern oder die größte, Madrid, mit 6,1 Mio. Es gibt sehr viel mehr ländliche und damit konservativ geprägte Provinzen, was die PP begünstigt. So erhielten die 102 direkt gewählten Senatoren des PP zusammen 19,5 Mio. Personenstimmen. PSOE und Entesa Catalana de Progrés stellten zusammen lediglich 93 Senatoren, benötigten hierfür aber 21,5 Mio. Personenstimmen, also 2 Mio. mehr.

## Hintergründe der Wahlergebnisse zum spanischen Parlament
Die Parlamentswahlen standen unter dem Eindruck der Madrider Zuganschläge vom 11. März 2004. Dem bisher regierenden PP wird vorgeworfen, im Rahmen der Aufklärung der Urheberschaft der Terroristen einseitig und undurchsichtig agiert zu haben. Durch die schnelle Festlegung auf die Untergrundorganisation ETA als Urheber der Terroranschläge in der Hauptstadt, hat der PP in den Augen vieler Kritiker von der zwischenzeitlich wahrscheinlichen Täterschaft islamistischer Terroristen ablenken wollen. Hiervon konnten die Sozialisten mit dem von vielen als brav und spröde wahrgenommenen Rodríguez Zapatero nach Ansicht von Wahlbeobachtern in entscheidendem Maße profitieren (siehe unter anderem El País, El Mundo, Spiegel).

## Regierungsbildung
Rodríguez Zapatero wurde am 16. April 2004 im ersten Wahlgang vom Abgeordnetenhaus zum Ministerpräsidenten gewählt.
| Kandidat                     | Datum                                                 |            |     |     |   |    |   | EAJ |   |   | Chunta Aragonesista |   |   | Ergebnis |
| ---------------------------- | ----------------------------------------------------- | ---------- | --- | --- | - | -- | - | --- | - | - | ------------------- | - | - | -------- |
| José Luís Rodríguez Zapatero | 16. April 2004 notwendig: absolute Mehrheit (176/350) | Ja         | 164 |     | 5 |    | 8 |     | 3 | 2 | 1                   |   |   | 183/350  |
| José Luís Rodríguez Zapatero | 16. April 2004 notwendig: absolute Mehrheit (176/350) | Nein       |     | 148 |   |    |   |     |   |   |                     |   |   | 148/350  |
| José Luís Rodríguez Zapatero | 16. April 2004 notwendig: absolute Mehrheit (176/350) | Enthaltung |     |     |   | 10 |   | 7   |   |   |                     | 1 | 1 | 19/350   |